# 화순 만연사 동종
화순 만연사 동종은 대한민국 전라남도 화순군 화순읍 동구리, 만연사에 있는 동종이다. 2005년 1월 15일 화순군의 향토문화유산 제23호로 지정되었다.